# How I Met Your Father
How I Met Your Father er en amerikansk sitcom skabt af Isaac Aptaker og Elizabeth Berger, som havde premiere på Hulu den 18. januar 2022. Det er en selvstændig efterfølger til How I Met Your Mother. Serien har Hilary Duff, Christopher Lowell , Francia Raisa, Suraj Sharma, Tom Ainsley, Tien Tran og Kim Cattrall i hovedrollerne.

## Rolleliste
- Hilary Duff – Sophie
  - Kim Cattrall – Fremtidig Sophie
- Chris Lowell – Jesse
- Francia Raisa – Valentina
- Tom Ainsley – Charlie
- Tien Tran – Ellen
- Suraj Sharma – Sid

### Mindre roller
- Daniel Augustin – Ian
- Josh Peck – Drew
- Ashley Reyes – Hannah
- Leighton Meester som Meredith, Jesses ekskæreste, der offentligt afviste hans frieri.